# Julia Mickenhagen
Julia Mickenhagen (* 10. April 2005 in Wipperfürth) ist eine deutsche Fußballspielerin, die seit November 2023 zum Profikader von Bayer 04 Leverkusen gehört.

## Karriere

### Verein
Mickenhagen startete ihre fußballerische Karriere beim TuS Egen. In der E-Jugend wechselte sie zum VfB Kreuzberg, bis zur C-Jugend spielte sie dort bei der Jungenmannschaft mit. Es folgte ein Wechsel zur DJK Wipperfeld, die sie 2019 mit 110 Ligatreffern zur Kreismeisterschaft schoss. Mickenhagen schloss sich daraufhin dem Nachwuchs von Bayer 04 Leverkusen an. Im November 2023 erhielt sie einen Profivertrag bei Bayer 04 Leverkusen. Im Februar 2024 kam sie im Spiel gegen den 1. FC Nürnberg zu ihrem Profidebüt. Am 20. Oktober 2024 kam sie im Frauen-Bundesligaspiel gegen den FC Bayern München zu ihrem zweiten Einsatz und erzielte dabei ihr erstes Bundesliga-Tor.

### Nationalmannschaft
Für die deutsche U19-Nationalmannschaft konnte Mickenhagen fünf Partien bestreiten, wobei sie im September 2023 gegen Dänemark ihr erstes Tor erzielen konnte. Nach der Reaktivierung der U23-Nationalmannschaft im Spieljahr 2024 kam sie am 28. Oktober in Florenz beim 2:2-Unentschieden gegen die U23-Nationalmannschaft Italiens im zweiten Spiel im Rahmen der Europäischen Spielrunde zum Einsatz.